# 分遣隊
分遣隊（法語：Détachement）是一種軍事編制，用於為了特殊用途而暫時從一個較大的單位中分離出來的軍事單位，尤其是與母單位不同基地的單位。而在美國軍事中，分遣隊會用小於營的常設單位或具有特殊性質且高度獨立的部隊，例如美國陸軍第1特種部隊D作戰分遣隊或駐日盟軍民事審查分遣隊。